# 산청 단계리 용담정사
산청 단계리 용담정사(山淸 丹溪里 龍潭精舍)는 대한민국 경상남도 산청군 신등면에 있는 일제강점기의 건축물이다. 2012년 12월 27일 경상남도의 문화재자료 제558호로 지정되었다.

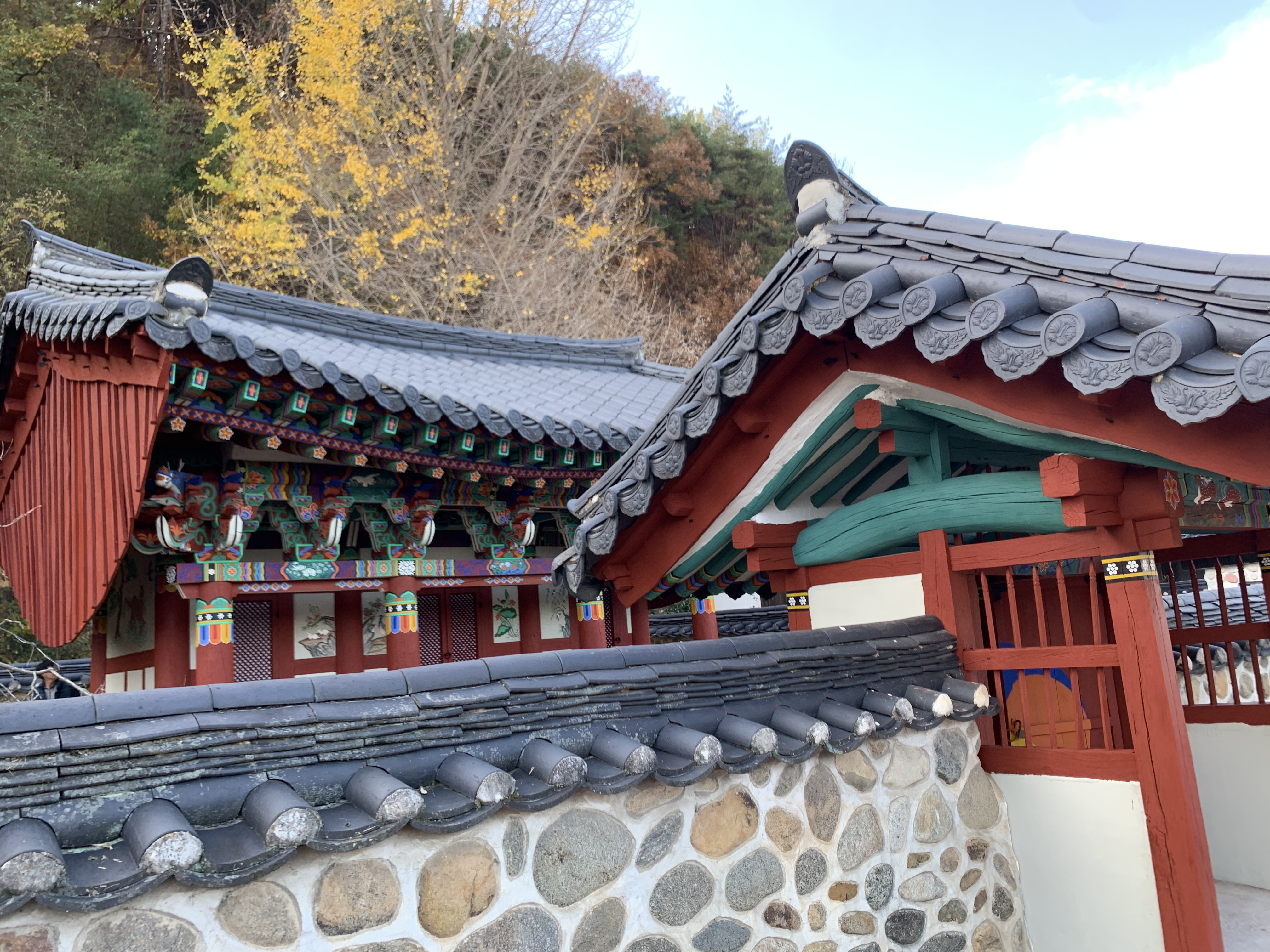
20221118_용담정사

## 개요
용담정사와 사당은 1920년대 중반의 구조형식과 치목기법, 창호 등 근대적인 건축기법의 경향이 잘 반영되어 있으므로 2동(용담정사, 사당)의 건축물을 보존코자 문화재자료로 지정하였다.

## 참고 자료
- 산청 단계리 용담정사 - 국가유산청 국가유산포털